# Alexandra von Frederiksborg

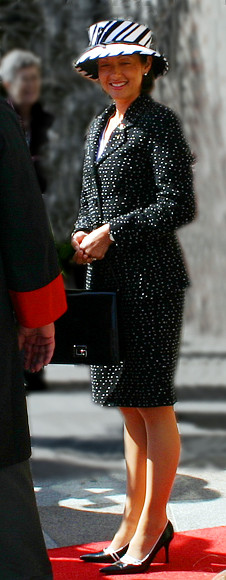
Alexandra von Frederiksborg

Alexandra Christina contesă de Frederiksborg (n. 30 iunie 1964, Hong Kong, Imperiul Britanic, ca Alexandra Christina Manley) este prima soție a prințului Joachim al Danemarcei, care este al doilea fiu al reginei Margareta a II-a a Danemarcei și a prințului consort Henrik.

## Date biografice
Alexandra Manley este cea mai mare fiică a lui Richard Nigel Manley și Christa Maria Nowotny. Tatăl ei provine dintr-o căsnicie mixtă a unui englez cu o chinezoaică, pe când mama Alexandrei provine din Austria. Din copilărie vorbește germana, engleza și puțin chineza, fiind botezată după religia anglicană. Alexandra a primit o educație cosmopolită, a studiat științele economice la Viena, Tokio și Londra. Între anii 1986 - 1989 este macler la Citibank, Hongkong, iar ulterior la o firmă Investment în Hongkong. În anul 1994 îl cunoaște la un dineu pe prințul Joachim al Danemarcei, cu care anul următor se va căsători; ea va învăța și limba daneză. Cu prințul  Alexandra are doi fii: 
- Prințul Nikolai William Alexander Frederik (n. 28. august 1999)
- Prințul Felix Henrik Valdemar Christian (n. 22. iulie 2002)

La data de 16 septembrie 2004, Alexandra cu prințul au făcut cunoscut în presă faptul că divorțează, ea păstrând dreptul de a păstra titlul nobiliar. Știrea divorțului lor a făcut o vâlvă mare în presă și a dat antimonarhiștilor apă la moară. În anul 2007 Alexandra s-a căsătorit cu tehnicianul Martin Jørgensen, care este cu 14 ani mai tânăr ca ea. Alexandra Manley contesă de Frederiksborg, încasează anual după divorțul cu prințul, suma neimpozabilă de 1,9 milioane coroane (ca. 250.000 Euro).